# Yasmine Lafitte
Yasmine Lafitte (tên khai sinh là Hafida El Khabchi, ngày 1 tháng 10 năm 1973)  là một nữ diễn viên khiêu dâm người Pháp gốc Maroc, người đã biểu diễn dưới tên gọi Yasmine.

## Cuộc đời và sự nghiệp
Sinh ra trong một gia đình Hồi giáo quan sát ở Tahar Souk, một ngôi làng nhỏ của Maroc, Lafitte chuyển đến Pháp cùng gia đình khi cô mới chỉ 5 tháng tuổi và cô lớn lên ở vùng ngoại ô Lyon. Năm 18 tuổi, sau khi tốt nghiệp trung học, cô rời bỏ gia đình; Trong thời gian này, cô được đào tạo để trở thành một y tá và làm nhân viên phục vụ để trả tiền cho việc học.
Năm 2004, cô gia nhập ngành công nghiệp người lớn cùng với bạn trai của mình vào thời điểm đó, sau khi trả lời một quảng cáo trên tạp chí của một công ty sản xuất nhỏ đang tìm kiếm các cặp vợ chồng nghiệp dư. Năm 2006, cô được nhắc đến trong một tập của chương trình trò chuyện TF1 La Méthode Cauet, sau đó cô được yêu cầu trong các cuộc phỏng vấn trên báo, bìa tạp chí và các sự kiện về máy bay phản lực, và cô trở thành phát ngôn viên của tạp chí FHM. Năm 2007, cô ký hợp đồng độc quyền với nhà sản xuất Marc Dorcel. Cùng năm đó, cô đã có một vai trò quan trọng trong bộ phim truyền hình A Lost Man của Danielle Arbid, được công chiếu tại Liên hoan phim Cannes lần thứ 60. Năm 2008, cô có một vai phụ trong bộ phim hình sự MR 73 của Olivier Marchal. Sau khi làm việc trong một số sản phẩm quốc tế, cô đã nghỉ hưu từ người lớn biểu diễn vào tháng 2 năm 2009 để tập trung sự nghiệp của mình vào các bộ phim truyền thống và sản xuất.
Năm 2005, cô bắt đầu, cùng với Olivier Lafitte, công ty sản xuất của riêng cô dưới cái tên "Alko Productions".

## Phần thưởng và đề cử
- Người chiến thắng giải thưởng Venus năm 2007 - Nữ diễn viên xuất sắc nhất châu Âu [15]
- Giải thưởng X năm 2007 - Nữ diễn viên xuất sắc nhất[cần dẫn nguồn]
- Giải thưởng X năm 2008 - Nữ diễn viên xuất sắc nhất[cần dẫn nguồn]
- Giải thưởng Erocticline 2008 - Nữ diễn viên xuất sắc nhất châu Âu [9]